# Linea Tōbu Koizumi
La linea Tōbu Koizumi (東武小泉線?, Tōbu Koizumi-sen), gestita dalle Ferrovie Tōbu, è una ferrovia di carattere regionale a scartamento ridotto costituita da una linea principale e una diramazione; quella principale collega le stazioni di Tatebayashi, nella città omonima e Nishi-Koizumi, a Ōizumi; la diramazione collega la Higashi-Koizumi con la Ōta, nella città omonima. La linea si trova completamente nella prefettura di Gunma.

## Caratteristiche
La linea è lunga in totale 18,4 km, di cui 12 per la sezione principale e 6,4 per la diramazione. La linea è totalmente elettrificata a corrente continua con catenaria superiore a 1500 V e è totalmente a binario singolo, a scartamento ridotto di 1067 mm. La velocità massima consentita è di 75 km/h e le stazioni lungo la linea sono 9.

## Servizi
La linea è percorsa solo da treni locali effettuanti tutte le fermate.

## Stazioni
| Stazione        | Giapponese | Collegamenti                       | Posizione   | Posizione |
| --------------- | ---------- | ---------------------------------- | ----------- | --------- |
| Tatebayashi     | 館林       | Linea Tōbu Isesaki Linea Tōbu Sano | Tatebayashi | Gunma     |
| Narushima       | 成島       |                                    | Tatebayashi | Gunma     |
| Hon-Nakano      | 本中野     |                                    | Ōra         | Gunma     |
| Shinozuka       | 篠塚       |                                    | Ōra         | Gunma     |
| Higashi-Koizumi | 東小泉     | Linea Tōbu Koizumi per Ōta         | Ōizumi      | Gunma     |
| Koizumimachi    | 小泉町     |                                    | Ōizumi      | Gunma     |
| Nishi-Koizumi   | 西小泉     |                                    | Ōizumi      | Gunma     |

| Stazione        | Giapponese | Collegamenti                                         | Posizione | Posizione |
| --------------- | ---------- | ---------------------------------------------------- | --------- | --------- |
| Higashi-Koizumi | 東小泉     | Linea Tōbu Koizumi (per Tatebayashi / Nishi-koizumi) | Ōizumi    | Gunma     |
| Ryūmai          | 竜舞       |                                                      | Ōta       | Gunma     |
| Ōta             | 太田       | Linea Tōbu IsesakiLinea Tōbu Kiryū                   | Ōta       | Gunma     |